# Motivation
Motivation är det psykologiska kännetecken som ger en organism drivkraft, det vill säga väcker den till handling mot ett önskat mål och lockar fram, kontrollerar, och upprätthåller vissa målriktade handlingar.  Det är den inre drivkraften bakom beteenden som vilka val man väljer, hur lång tid man tar på sig innan man kommer igång, hur stort engagemang och uthållighet man har, samt hur man känner och tänker under aktivitetens utförande.
Till exempel en individ som inte har ätit, känner hunger, och som en respons vid ätande minskas hungern. Det finns många sätt att närma sig motivation. Psykologiskt, beteendemässigt, kognitivt, och socialt. Det är den avgörande faktorn vid sättandet och uppnåendet av mål.
Enligt olika teorier kan motivation vara rotad i ett grundläggande behov av att minimera fysisk smärta och maximera njutning, eller det kan inkludera specifika behov såsom att äta eller vila, eller ett önskat objekt, mål, tillstånd av varande, ideal. Det kan även tillskrivas mindre påtagliga anledningar såsom altruism, självupptagenhet, självbestämmandeteorin, moralism, eller undvikande dödlighet. Begreppsmässigt är motivation skilt från vilja och optimism. Motivation är relaterat till, men begreppsmässigt skilt från, känsla.
Man skiljer vanligen mellan inre och yttre motivation. Inre motivation kan vara egna behov, intressen och den egna nyfikenheten, och kan hänga samman med sådant som värderingar och självförtroende, att uppgiften i sig själv känns givande. Yttre motivation handlar om att undvika bestraffningar och erhålla belöningar, till exempel att plugga för betygen. Huruvida den inre och den yttre motivationen är avhängiga varandra eller inte finns det olika teorier om.